# Jožef Zalar
Jožef Zalar, slovenski fotograf, * 31. maj 1843, Ljubljana, † 16. avgust 1882, Ljubljana.

## Življenje in delo
Zalar se je pridobil ugled, ko je leta 1867 na mednarodni fotografski razstavi v Pariz prejel priznanje za svoj kaligrafsko izdelan album. Istega leta je v ljubljanskem hotelu Slon odprl fotografski atelje. Naredil je veliko fotografskih portretov. Leta 1872 je naredil posnetke gledališke predstave Turki pri Sisku.